# Marvin Monterroza
Marvin Wilfredo Monterroza Delzas (Metapán, Santa Ana, 3 de marzo de 1991) es un futbolista salvadoreño. Su posición es mediocampista y su actual club es el Isidro Metapan de la Primera División de El Salvador.

## Selección nacional
El 18 de junio de 2021 es incluido en la lista preliminar de Selección de fútbol de El Salvador para disputar la Copa Oro 2021 El 1 de julio es incluido en la lista final de El Salvador para disputar la Copa Oro 2021.
El 29 de septiembre de 2021 es incluido en la convocatoria para disputar los partidos de Eliminatoria ante Panamá, Costa Rica y México.

### Torneos internacionales
| Torneo                                  | Categoría | Sede                                                                   | Resultado        | Partidos | Goles |
| --------------------------------------- | --------- | ---------------------------------------------------------------------- | ---------------- | -------- | ----- |
| Copa Oro CONCACAF 2019                  | Absoluta  | Bandera de Costa Rica · Bandera de Estados Unidos · Bandera de Jamaica | Fase de grupos   | 3        | 0     |
| Liga de Naciones de la Concacaf 2019-20 | Absoluta  | CONCACAF                                                               | 1° (Grupo B)     | 6        | 0     |
| Copa Oro CONCACAF 2021                  | Absoluta  | Estados Unidos                                                         | Cuartos de final | 4        | 0     |

## Estadísticas

### Clubes
Actualizado al último partido jugado el 11 de mayo de 2025.
| Asociación Deportiva Isidro Metapán · El Salvador | 1.ª                 | 2011-12             | 27  | 8  | - | - | 1  | 0 | 28  | 8  | 0.28 |
| Asociación Deportiva Isidro Metapán · El Salvador | 1.ª                 | 2012-13             | 19  | 1  | - | - | -  | - | 19  | 1  | 0.05 |
| Asociación Deportiva Isidro Metapán · El Salvador | 1.ª                 | 2013-14             | 39  | 6  | - | - | 4  | 0 | 43  | 6  | 0.13 |
| Asociación Deportiva Isidro Metapán · El Salvador | 1.ª                 | 2014-15             | 38  | 4  | - | - | 3  | 1 | 41  | 5  | 0.12 |
| Asociación Deportiva Isidro Metapán · El Salvador | 1.ª                 | 2015-16             | 26  | 4  | - | - | -  | - | 26  | 4  | 0.15 |
| Asociación Deportiva Isidro Metapán · El Salvador | 1.ª                 | 2016-17             | 41  | 9  | - | - | -  | - | 41  | 9  | 0.21 |
| Asociación Deportiva Isidro Metapán · El Salvador | Total               | Total               | 190 | 32 | 0 | 0 | 8  | 1 | 198 | 33 | 0.16 |
| Alianza Fútbol Club · El Salvador                 | 1.ª                 | 2017-18             | 49  | 8  | - | - | 4  | 0 | 53  | 8  | 0.15 |
| Alianza Fútbol Club · El Salvador                 | 1.ª                 | 2018-19             | 46  | 3  | - | - | 2  | 0 | 48  | 3  | 0.06 |
| Alianza Fútbol Club · El Salvador                 | 1.ª                 | 2019-20             | 24  | 3  | - | - | 9  | 2 | 33  | 5  | 0.15 |
| Alianza Fútbol Club · El Salvador                 | 1.ª                 | 2020-21             | 32  | 7  | - | - | 1  | 0 | 33  | 7  | 0.21 |
| Alianza Fútbol Club · El Salvador                 | 1.ª                 | 2021-22             | 37  | 3  | - | - | 2  | 0 | 39  | 3  | 0.08 |
| Alianza Fútbol Club · El Salvador                 | 1.ª                 | 2022-23             | 27  | 5  | - | - | 4  | 1 | 31  | 6  | 0.19 |
| Alianza Fútbol Club · El Salvador                 | 1.ª                 | 2023-24             | 49  | 5  | - | - | -  | - | 49  | 5  | 0.10 |
| Alianza Fútbol Club · El Salvador                 | 1.ª                 | 2024                | 18  | 0  | - | - | 3  | 1 | 21  | 1  | 0.05 |
| Alianza Fútbol Club · El Salvador                 | Total               | Total               | 282 | 34 | 0 | 0 | 25 | 4 | 307 | 38 | 0.12 |
| Asociación Deportiva Isidro Metapán · El Salvador | 1.ª                 | 2025                | 15  | 3  | - | - | -  | - | 15  | 3  | 0.20 |
| Asociación Deportiva Isidro Metapán · El Salvador | 1.ª                 | 2025-26             |     |    |   |   |    |   |     |    |      |
| Asociación Deportiva Isidro Metapán · El Salvador | Total               | Total               | 15  | 3  | 0 | 0 | 0  | 0 | 15  | 3  | 0.20 |
| Total en su carrera                               | Total en su carrera | Total en su carrera | 487 | 69 | 0 | 0 | 33 | 5 | 520 | 74 | 0.14 |
| (2) No incluye goles en partidos amistosos.       |                     |                     |     |    |   |   |    |   |     |    |      |

### Selección nacional
Actualizado al último partido jugado el 3 de febrero de 2022.
| Selección              | Año   | Eliminatorias | Eliminatorias | Eliminatorias | Continental | Continental | Continental | Mundial | Mundial | Mundial | Amistosos | Amistosos | Amistosos | Total | Total | Total  | Media goleadora |
| Selección              | Año   | Part.         | Goles         | Asist.        | Part.       | Goles       | Asist.      | Part.   | Goles   | Asist.  | Part.     | Goles     | Asist.    | Part. | Goles | Asist. | Media goleadora |
| ---------------------- | ----- | ------------- | ------------- | ------------- | ----------- | ----------- | ----------- | ------- | ------- | ------- | --------- | --------- | --------- | ----- | ----- | ------ | --------------- |
| Absoluta · El Salvador |       |               |               |               |             |             |             |         |         |         |           |           |           |       |       |        |                 |
| 2014                   | —     | —             | —             | 3             | 0           | 0           | —           | —       | —       | 5       | 0         | 0         | 8         | 0     | 0     | 0.00   |                 |
| 2019                   | —     | —             | —             | 9             | 0           | 0           | —           | —       | —       | 4       | 0         | 0         | 13        | 0     | 0     | 0.00   |                 |
| 2020                   | —     | —             | —             | —             | —           | —           | —           | —       | —       | 1       | 0         | 0         | 1         | 0     | 0     | 0.00   |                 |
| 2021                   | 11    | 2             | 0             | 4             | 0           | 0           | —           | —       | —       | 3       | 0         | 0         | 18        | 2     | 0     | 0.11   |                 |
| 2022                   | 1     | 0             | 0             | —             | —           | —           | —           | —       | —       | —       | —         | —         | 1         | 0     | 0     | 0.00   |                 |
| Total                  | 12    | 2             | 0             | 16            | 0           | 0           | 0           | 0       | 0       | 13      | 0         | 0         | 41        | 2     | 0     | 0.05   |                 |
| Total                  | Total | 12            | 2             | 0             | 16          | 0           | 0           | 0       | 0       | 0       | 13        | 0         | 0         | 41    | 2     | 0      | 0.05            |
| 1. 2.                  |       |               |               |               |             |             |             |         |         |         |           |           |           |       |       |        |                 |

## Palmarés

### Títulos nacionales
| Título           | Club              | País        | Año    |
| ---------------- | ----------------- | ----------- | ------ |
| Primera División | AD Isidro Metapán | El Salvador | A-2012 |
| Primera División | AD Isidro Metapán | El Salvador | A-2013 |
| Primera División | AD Isidro Metapán | El Salvador | C-2014 |
| Primera División | AD Isidro Metapán | El Salvador | A-2014 |
| Primera División | Alianza FC        | El Salvador | A-2017 |
| Primera División | Alianza FC        | El Salvador | C-2018 |
| Primera División | Alianza FC        | El Salvador | A-2019 |
| Primera División | Alianza FC        | El Salvador | A-2020 |